# PVH (azienda)
PVH Corp. (ex Phillips-Van Heusen) è una societa di abbigliamento con sede a New York, negli Stati Uniti.  Ad oggi possiede marchi come Tommy Hilfiger e Calvin Klein.
L'azienda concede anche in licenza marchi come Kenneth Cole New York e Michael Kors
Prende in parte il nome dall'immigrato olandese John Manning Van Heusen, che nel 1910 inventò un nuovo processo per il trattamento dei tessuti.

## Storia

### Gli inizi
La storia di Phillips-Van Heusen (PVH) risale in parte a Dramin Jones, un immigrato prussiano che ha fondato D. Jones & Sons negli anni 1950-1960. Nel 1881, Moses Phillips e sua moglie Endel iniziarono a cucire le camicie a mano e andarono a venderle in carrelli agli operai della miniera di carbone di Pottsville in Pennsylvania. La loro attività è cresciuta e hanno aperto una boutique a New York City, che è stata una delle prime a pubblicizzare camicie sul Saturday Evening Post. D. Jones & Sons si fuse con M. Phillips & Sons nel 1907 sotto il nome di Phillips-Jones. Successivamente, John M. Van Heusen e Isaac Phillips creano la loro linea di magliette più popolare (Van Heusen), portando all'acquisizione di Van Heusen da parte di Phillips-Jones e al suo cambio di nome in Phillips-Van Heusen nel 1957. Nel 2011, Phillips-Van Heusen è stato ribattezzato PVH.
Nel 1919, la Phillips-Jones Corporation ha depositato un brevetto per un colletto per camicia con piega naturale, N 1. Quest'ultimo è stato usato nel 1921 e ha riscosso un grande successo. La prima camicia con colletto integrato fu lanciata nel 1929. Il Bass Weejun fu commercializzato nel 1936. Le camicie 
Geoffrey Beene furono lanciate nel 1982. Nel 1987, Phillips-Van Heusen acquisì GH Bass, seguito dal marchio Izod nel 1995, il marchio Arrow nel 2000 e la società Calvin Klein nel 2002. Nel 2004, PVH ha cominciato a produrre abbigliamento per la Donald J. Trump Signature Collection come parte di un accordo di licenza con Donald Trump.

### Le acquisizioni
A seguito dell'acquisizione di Superba nel gennaio 2007, all'epoca PVH ha marchi come Tommy Hilfiger, Arrow, DKNY, Nautica, Perry Ellis, Ted Baker, Michael Kors, JOE di Joseph Abboud, Original Penguin e Jones New York.. Dal 2008, l'azienda produce abbigliamento per uomo e donna venduto con il marchio Timberland.
Il 15 marzo 2010, Phillips-Van Heusen ha acquisito Tommy Hilfiger per 3 miliardi di dollari. Nel terzo trimestre del 2010 le perdite subite sul marchio "Van Heusen" hanno portato alla decisione di ritirarlo da tutti i mercati commerciali europei.  A partire da marzo 2011 la società ha smesso di vendere prodotti con questo nome in Europa.  Di conseguenza, tutto il personale europeo è stato licenziato.
Nel febbraio 2013, PVH ha acquisito il gruppo Warnaco, che produceva su licenza le linee di biancheria intima, jeans e abbigliamento sportivo Calvin Klein, consolidando così il controllo del marchio Calvin Klein.  L'acquisizione di Warnaco ha anche aggiunto i marchi di abbigliamento intimo di Warner e Olga, nonché il marchio di costumi da bagno Speedo (quest'ultimo solo in Nord America).  Nel novembre 2013 PVH ha venduto il marchio GH Bass e tutti i suoi beni, immagini e licenze a G-III Apparel Group.
PVH ha concluso il suo accordo di licenza con Trump nel luglio 2015, dopo che Macy ha interrotto le vendite della sua collezione Trump Signature a causa di commenti controversi sugli immigrati illegali.
Nel 2017 Forbes ha classificato PVH, 25 su 890 aziende nella lista "Just company". Nel marzo 2017, PVH ha acquisito il marchio di lingerie True & Co.  Nel giugno 2018, ha poi acquisito il marchio di abbigliamento Geoffrey Beene, che PVH aveva precedentemente prodotto su licenza.. Il 28 agosto 2018, PVH ha annunciato che avrebbe ampliato il marchio Izod in alcune parti d'Europa a partire dalla collezione Autunno/Inverno 2018.
Nel gennaio 2020, PVH ha rivenduto i diritti per il marchio di costumi da bagno Speedo, precedentemente commercializzato con "Speedo USA" e "Speedo North America", al British Pentland Group in cambio di 170 milioni di dollari in contanti.